# 李彰剛
李 彰剛（リ・チャンガン、ハングル:리창강、1984年12月9日 - ）は、愛知県名古屋市出身の元サッカー選手、サッカー指導者。ポジションは、ゴールキーパー。

## 来歴
在日韓国人3世の父親と、2世の母親を持つ在日韓国4世。母語は日本語だが、朝鮮学校出身のため朝鮮語も流暢に話す。
愛知朝鮮第二初級学校 時代に従兄弟1人、弟2人と共に蹴球部に所属。初級部時代は身長は高くなかったが、指導者の勧めでゴールキーパーとしてプレーし始めた。当時のチームメイトに鄭大世がおり、初級学校から高級学校まで共にプレーした。李が同校史上3人目のJリーガー。1人目は鄭容臺（元横浜FCなど）で2人目が鄭大世。
朝鮮高級学校は日本の高校の一条校としての卒業資格が得られないため、朝鮮学校卒業者を受け入れる体制をとっていた大阪府所在の阪南大学に進学してサッカー部に入部。伊野波雅彦や梁勇基、深谷友基などと共にプレーした。
大学3年からレギュラーとしてプレーするようになり、関西学生選抜にも選出された。全日本大学サッカー選手権大会に出場したが、グループリーグで巻佑樹や赤嶺真吾を擁し、その後優勝することになる駒澤大学などに敗れ敗退した。
大学卒業後、当時中国サッカーリーグ所属だったファジアーノ岡山に入団した。加入初年度は地域リーグに所属するチームで控え選手として過ごしたが、チームのJFL昇格を経験した。JFL参入した入団2年目のシーズン途中にレギュラーとしてプレーするようになり、JFL1年目でのJリーグ参入に貢献した。
Jリーグデビューとなった2009年度シーズンより、背番号をそれまで使用していた23から1に変更し 正GKとして臨んだ。開幕戦の甲府戦で先発出場。金信泳のシュートをはじく などの活躍を見せた (試合は0-0の引き分け)。続く第2節の仙台戦でも好セーブを連発した。自身は39試合に出場したものの、昇格初年度という事もあってチームは低迷し最下位に終わった。
2010年8月29日、練習中に左手の小指を骨折して全治2ヶ月と診断され、サテライトチームの椎名一馬がトップ登録をされたことに伴い、選手登録を抹消された。
2011年は開幕の湘南戦に出場したが、5-0で敗れ自身も不甲斐ない内容に終わった。開幕戦後の3月11日に東日本大震災が発生し、Jリーグが中断。この中断の間に右足の指を骨折。リーグ再開までに復帰出来ず、完治した後も真子秀徳の控えとしてベンチを温める日々が続き、9月に再び骨折してそのままシーズンを終えた。同年限りで契約満了により退団。
2012年より岡山の普及コーチを務める。

## 所属クラブ
- 愛知朝鮮第二初級学校蹴球部
- 愛知朝鮮中高級学校中級部 蹴球部
- 愛知朝鮮中高級学校高級部 蹴球部
- 2003年 - 2006年 阪南大学
- 2007年 - 2011年 ファジアーノ岡山

## 個人成績
| 国内大会個人成績 | 国内大会個人成績 | 国内大会個人成績 | 国内大会個人成績 | 国内大会個人成績 | 国内大会個人成績 | 国内大会個人成績 | 国内大会個人成績 | 国内大会個人成績 | 国内大会個人成績 | 国内大会個人成績 | 国内大会個人成績 |
| 年度             | クラブ           | 背番号           | リーグ           | リーグ戦         | リーグ戦         | リーグ杯         | リーグ杯         | オープン杯       | オープン杯       | 期間通算         | 期間通算         |
| 年度             | クラブ           | 背番号           | リーグ           | 出場             | 得点             | 出場             | 得点             | 出場             | 得点             | 出場             | 得点             |
| 日本             | 日本             | 日本             | 日本             | リーグ戦         | リーグ戦         | リーグ杯         | リーグ杯         | 天皇杯           | 天皇杯           | 期間通算         | 期間通算         |
| ---------------- | ---------------- | ---------------- | ---------------- | ---------------- | ---------------- | ---------------- | ---------------- | ---------------- | ---------------- | ---------------- | ---------------- |
| 2007             | 岡山             | 23               | 中国             |                  | 0                | -                | -                | -                | -                |                  | 0                |
| 2008             | 岡山             | 23               | JFL              | 21               | 0                | -                | -                | 2                | 0                | 23               | 0                |
| 2009             | 岡山             | 1                | J2               | 39               | 0                | -                | -                | 1                | 0                | 40               | 0                |
| 2010             | 岡山             | 1                | J2               | 0                | 0                | -                | -                | 0                | 0                | 0                | 0                |
| 2011             | 岡山             | 1                | J2               | 1                | 0                | -                | -                | 0                | 0                | 1                | 0                |
| 通算             | 日本             | 日本             | J2               | 40               | 0                | -                | -                | 1                | 0                | 40               | 0                |
| 通算             | 日本             | 日本             | JFL              | 21               | 0                | -                | -                | 2                | 0                | 23               | 0                |
| 通算             | 日本             | 日本             | 中国             |                  | 0                | -                | -                | -                | -                |                  | 0                |
| 総通算           | 総通算           | 総通算           | 総通算           |                  | 0                | -                | -                | 3                | 0                |                  | 0                |

## 指導歴
- 2012年 - ファジアーノ岡山FC 普及コーチ